# Base aérienne 709 Cognac-Châteaubernard
Ne doit pas être confondu avec Aéroport international Angoulême-Cognac.
Pour les articles homonymes, voir CNG.
La base aérienne 709 de Cognac Châteaubernard (BA 709) (code AITA : CNG) est située dans le département de la Charente, à six kilomètres au sud de Cognac, principalement sur le territoire de la commune de Châteaubernard, avec une partie des pistes sur le territoire de Genté.
Depuis l'année 2020, la base abrite deux unités de l'Armée de l'air et de l'espace :
- l'École de l'aviation de chasse 00.315 « Christian Martell » responsable de la formation des pilotes de chasse et des navigateurs officiers systèmes d'armes (NOSA) ;
- la 33e escadre de surveillance, de reconnaissance et d'attaque (33e ESRA) chargée de la mise en œuvre des drones MALE et de Beechcraft King Air 350 ALSR affectés à l'Armée de l'air et de l'espace.

L'aérodrome est utilisé par la base aérienne tout en étant ouvert au trafic national commercial, au trafic commercial non régulier, aux avions privés, permettant des vols IFR et des vols VFR.

## Histoire

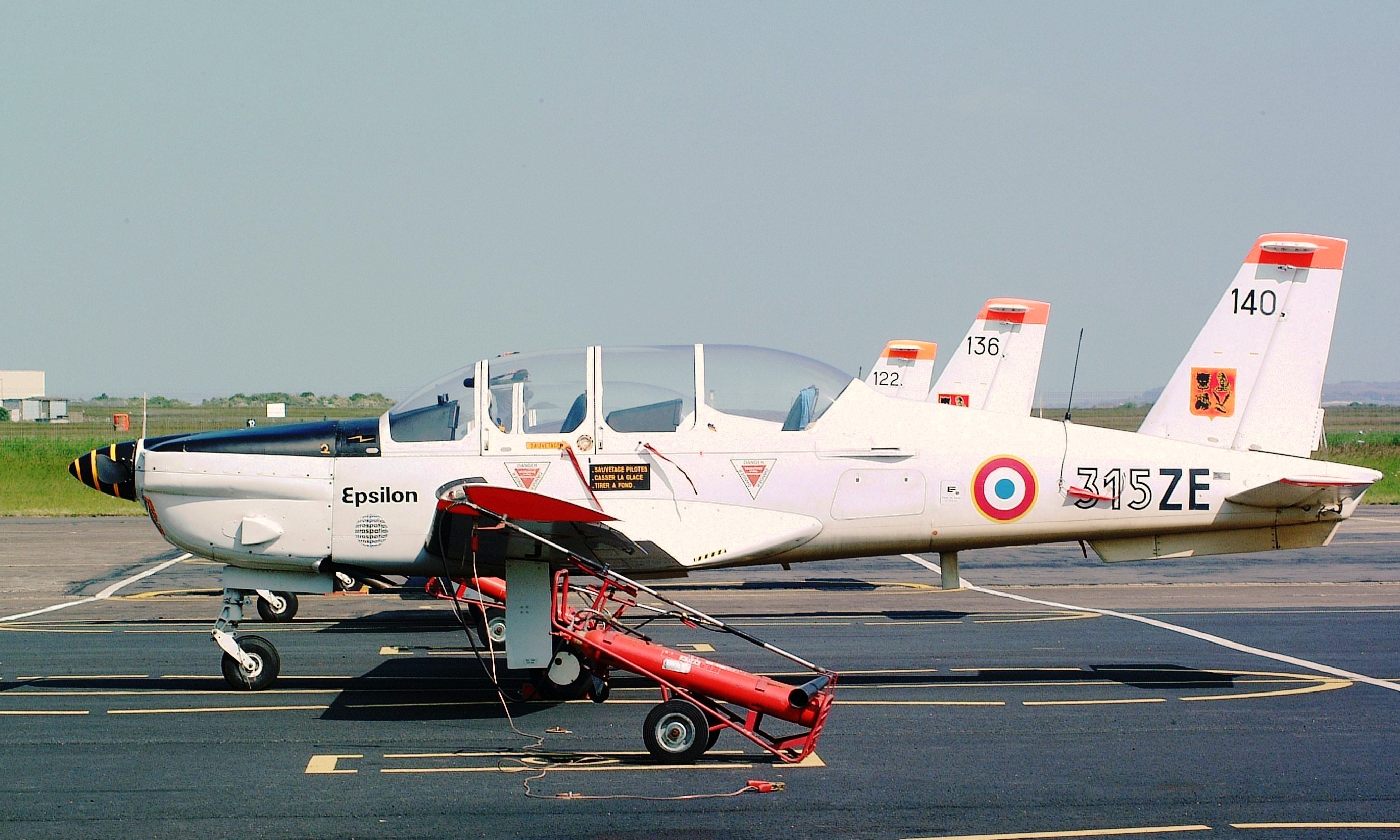
Avions-écoles Socata TB-30 de l'armée de l'air en 2004.

En 1938, création d'un terrain d'aviation militaire sur la commune de Châteaubernard, à la demande de la ville de Cognac. Le maire Paul Firino Martell est personnellement intervenu pour obtenir cette décision.
En juin 1940, l'Armée française quitte le camp, dont les aménagements ne sont pas encore terminés. La Luftwaffe occupe les lieux de 1940 à 1944 ; elle réalise d'importants travaux : deux pistes bétonnées, un réseau de dispersion d'avions, une voie de circulation d'avions et un branchement ferroviaire, notamment.
À partir de 1943, l'aviation alliée bombarde la base aérienne allemande (notamment le 31 décembre 1943) alors évacuée ; elle sera partiellement détruite en août 1944, cette fois par l'occupant, durant sa retraite.
La reconstruction est entreprise dès la Libération. En 1945 se créée la base-école 705 (BE 705).
À la suite du départ de l'école pour le Maroc, la base se transforme en 1950 en base aérienne : BA 135. Son emprise est alors fixée à 92 ha.
En 1951, la 33e escadre de reconnaissance se pose à Cognac, venant de Fribourg-en-Brisgau. Ses nouveaux F-84G Thunderjet y trouvent des pistes à leurs dimensions.
De 1957 à 1961, elle accueille la 92e escadre de bombardement, créée sur place le 12 décembre 1958, avant son transfert à la base aérienne 106 Bordeaux-Mérignac le 26 mai 1961. Le Centre d'instruction au bombardement (CIB 328) est en place au 1er janvier 1957.

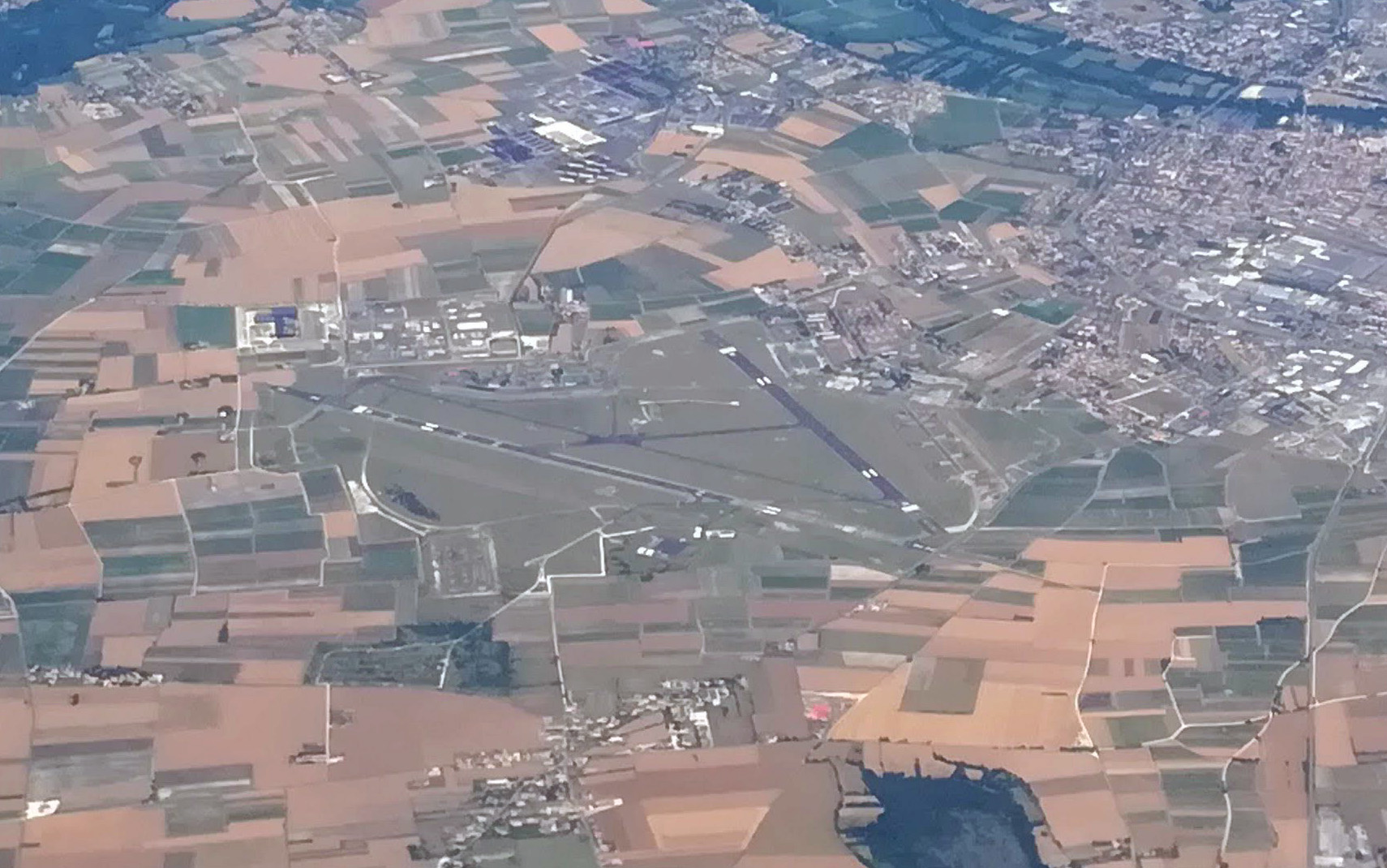
Vue aérienne de la base.

Le 12 février 1961, la base accueille de nouveau une école de pilotage élémentaire provenant de Marrakech et devient la BA 709. Le 1er octobre 1965, l'école de pilotage élémentaire prend l'appellation de Groupement école 315 (GE 315), conservée jusqu'à la création de l'École de pilotage de l'Armée de l'air 315 (EPAA 00.315), le 1er août 1994.
Le 5 mars 1973, le Convair 990 endommagé dans la collision aérienne de Nantes en 1973 atterrit en urgence après avoir reçu l'autorisation d'atterrissage par tir de fusées vertes.
En 1992, la base reçoit le nom du commandant Raoul Ménard (1909-1945). Ce pilote, également moniteur et instructeur, est mort en effectuant un bombardement aérien le 22 janvier 1945 au-dessus de l'Allemagne.
En 2006, l'armée de l'air externalise la maintenance de ses avions-école qu'elle confie à l'entreprise EADS. Cette dernière crée à cette occasion une filiale locale nommée CASSIDIAN AVIATION TRAINING SERVICES (anciennement ECATS). En plus des Epsilon basés sur la BA 709, EADS intègre de nouveaux moyens pour la formation des pilotes : les avions Grob G 120A et les simulateurs FNPT2.
En 2009, l'escadron d'expérimentation Drones 01.330 Adour s'exerce dans cet aérodrome. Opérationnel, il prend le nom d'escadron de Drones 01.033 Belfort le 1er septembre 2010.
Toujours en 2009, l'École d'aéronautique navale se fixe à Cognac.
La BA 709 a abrité également la patrouille acrobatique Cartouche Doré, de 1989 jusqu'à sa dissolution en 2016. La Patrouille Mustang X-RAY la remplace depuis 2021 sur Pilatus PC-21.

## De nos jours
L'école de pilotage de l'armée de l'air (EPAA 00.315) est implantée sur la base aérienne. Dans cette école, les futurs pilotes de chasse ou de transport de l'armée de l'air française apprennent à piloter après leur formation initiale à Salon-de-Provence.
Elle délivre le brevet de pilote militaire.
La base accueille par ailleurs l'Escadron de drones 1/33 Belfort qui met en œuvre des drones General Atomics MQ-9 Reaper. 
L'un de ces six engins s'est accidenté en novembre 2018, au Niger. Six autres sont commandés pour 2019. Ils sont armés depuis 2018.
La base aérienne accueille depuis 2020 l’École d’Aviation de Chasse, en provenance de la base aérienne 705 Tours. En décembre 2016 dix-sept avions d'entraînement avancé Pilatus PC-21 ont été commandés pour remplacer les Alpha Jet de Tours. Les livraisons ont lieu entre le 30 aout 2018 , et janvier/février 2019 et compteront également cinq simulateurs. Ils seront stationnés sur la base aérienne 709 de Cognac pour servir aux parcours de formation des pilotes. Durant une année, la capacité de formation avoisinera trente élèves pilotes de l'Armée de l'air, dix navigateurs officiers système d'armes, dix élèves pilotes de la Marine nationale et dix élèves moniteurs simulateur. Désormais, la base aérienne accueille 26 Pilatus PC-21 et 16 Grob 120-AF.  
Le lancement des travaux d'infrastructures liés au programme FOMEDEC (Formation modernisée et entraînement différencié des équipages de chasse) est marqué par une cérémonie symbolique organisée le 12 février 2018 par l'Armée de l'air. Le bâtiment abritera notamment les cinq simulateurs de PC-21. Les premiers moniteurs sont formés en 2018 en vue de commencer la formation des premiers stagiaires en mai 2019. 
- Colonel Antoine Guillou (août 2012 - septembre 2014)
- Colonel Etienne Faury (septembre 2014 - 21 juillet 2016)
- Colonel Vincent Coste (21 juillet 2016 - 6 septembre 2018)
- Colonel Arnaud Gary (6 septembre 2018 - 2 septembre 2020)
- Colonel Nicolas Lyautey (2 septembre 2020 - 25 août 2022)
- Colonel Thierry Kessler- Rachel (depuis le 25 août 2022)
- Colonel Amaury Colcombet ( depuis le 23 juillet 2024 )

## Équipements
L'aérodrome de 455 h étend son emprise sur les villes de Châteaubernard, de Genté, d'Angles et de Gensac-la-Pallue.
Il exploite deux pistes revêtues, l'une de 2422 m x 45 m, orientée 05-23 et l'autre de 1814 m x 60 m orientée 08-26, ainsi que d'une piste en herbe de huit cents m de longueur.
Ces infrastructures s'accompagnent d'équipements aéronautiques complets, permettant le vol et l'atterrissage aux instruments.

## Aéroport civil de Cognac-Châteaubernard et l'aéroclub
L'aérodrome accueille un aéro-club, les Ailes Cognacaises, constitué de trois sections : aéromodélisme, vol à voile, vol à moteur.
L'aéroport civil de Cognac-Châteaubernard était ouvert au transport de passagers (en concurrence avec l'aéroport d'Angoulême qui a pris l'appellation "Aéroport d'Angoulême-Cognac", plus proche de la ville d'Angoulême), en particulier aux vols privés au bénéfice d'entreprises de la région.
L'aéroport civil qui se trouve dans la base était géré par la Chambre de commerce et d'industrie de Cognac. Cette aérogare civile a vu le jour en 1977 et dans les années 1980, il a vu passer jusqu’à 5 000 passagers avec environ 250 mouvements par an. 
Des Boeing 727, des Caravelle, des DC 8 se posaient là, sans difficulté en raison des longueurs de piste. Sans oublier les deux "Mystère 20" appartenant aux maisons Hennessy et Martell.
L'aéroport de Cognac-Châteaubernard est fermé à la circulation aérienne publique depuis 2000. Il est toujours géré par le Syndicat Mixte des Aéroports de Charente basé à Angoulême et qui gère aussi l'Aéroport d'Angoulême-Cognac.

### Liste des compagnies desservant l'aéroport civil
Dès 1975, Air Aquitaine commercialisait une ligne vers Lyon-Satolas (aujourd'hui Lyon-Saint Exupéry), en Cessna 6/7 places, 3 fois par semaine. L'appareil était celui de la compagnie Europ'Air, basée sur l'aérodrome d'Angoulême et associée à la compagnie Air Aquitaine. 
La ligne partait initialement d'Angoulême mais l'état de la piste de ce dernier n'étant pas satisfaisant obligeant les compagnies a réduire le nombre de passagers à bord de leurs avions, le Chambre de commerce et d'industrie était obligée de faire fermer les lignes fin 1974. La ligne Angoulême - Lyon devenait Cognac - Lyon.

## Insignes

### Insignes de la Base aérienne de Cognac
- Base aérienne 135 de Cognac :
- Base école 709 de Cognac : une salamandre blanche ailée sur fond vert[23] ;
- Base école 709 de Cognac :
- Base aérienne 709 de Cognac : l'insigne actuel porte un aigle sur fond rouge, portant dans son bec le macaron des navigants de l'Armée de l'air[24] (référence A-865).